# منشأة اليوسفي
قرية منشأة اليوسفي هي إحدى القرى التابعة لمركز بني مزار بمحافظة المنيا في جمهورية مصر العربية. حسب إحصاءات سنة 2006، بلغ إجمالي السكان في منشأة اليوسفي 9251 نسمة، منهم 4491 رجلا و4760 امرأة.